# ヴァルター・ラーテナウ

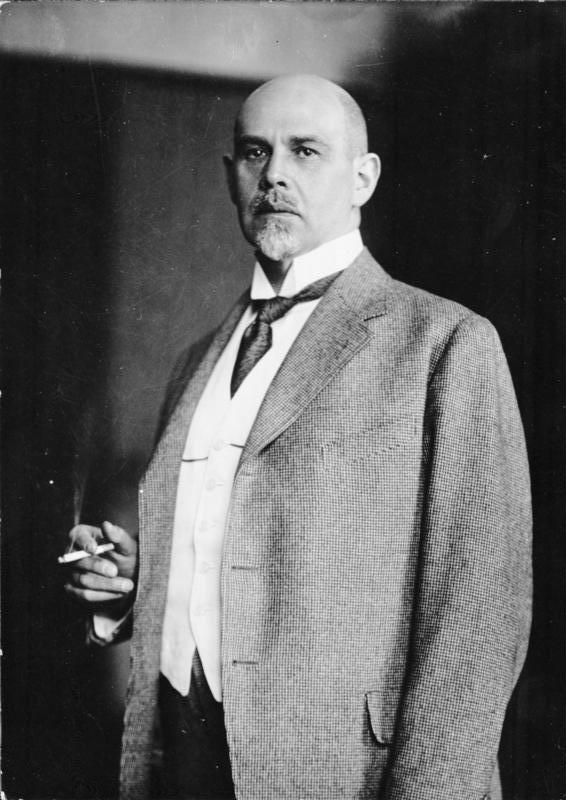
ラーテナウ（1921年）

ヴァルター・ラーテナウ（Walther Rathenau, 1867年9月29日 - 1922年6月24日）は、ドイツのユダヤ系実業家、政治家、作家。多国籍企業電機メーカーAEG会長。キリスト教へ改宗しなかった。ヴァイマル共和国初期に外相を務め、ソビエト連邦とラパッロ条約を締結したが、極右テロ組織コンスルのメンバーに暗殺された。

## 経歴

### 実業家
のちにAEG（「一般電気会社」）の共同設立者となるユダヤ系実業家エミール・ラーテナウの長男として、ベルリンに生まれる。弟と妹が一人ずついる。父エミールはトーマス・エジソンの特許を取得して、AEGは電気、銀行、紡績、製紙、陶磁器、鉄工、航空、自動車、鉄道電化、軍事産業など巨大コンツェルンを築いた。
1886年からシュトラスブルク大学およびベルリン大学で物理学、哲学、化学を学び、博士号を取得。1890年からはミュンヘン工科大学で機械工学を学んだ。当初彼は父親の仕事を継ぐことを嫌って芸術家、軍人、外交官への道を目指していたが、結局父親の仕事を受け継ぎ、1893年からAEG社によるビッターフェルトやラインフェルデンでの工場設立を担当した。1899年からはベルリンの商社の経営に参画、1912年に同社の社長となる。AEG社監査役として1904年以降80社もの監査役を兼ねた。
ドイツ経済界で大きな役割を演じていたことは、彼がユダヤ系ドイツ人の有力経済人からなる「友愛協会」の会員に迎えられたことからも窺える。電機業界が不況を迎えた際はカルテル戦略で乗り切る手腕を見せた。1914年に第一次世界大戦が始まり、8月に軍需物資供給組織の指導者となった。ラーテナウは世界大戦に反対であったが、プロイセン軍事省戦時原料局長に就任し、ドイツ戦時経済を整えた。しかし、彼の祖国への奉仕はのち反ユダヤ主義者によって攻撃された。
1915年に父が死んだが、最高顧問だった彼はAEG社の後継会長には就任せず、父の共同経営者にその地位を譲り、特権と「AEG総裁」という肩書きのみを受けた。

### 著述家

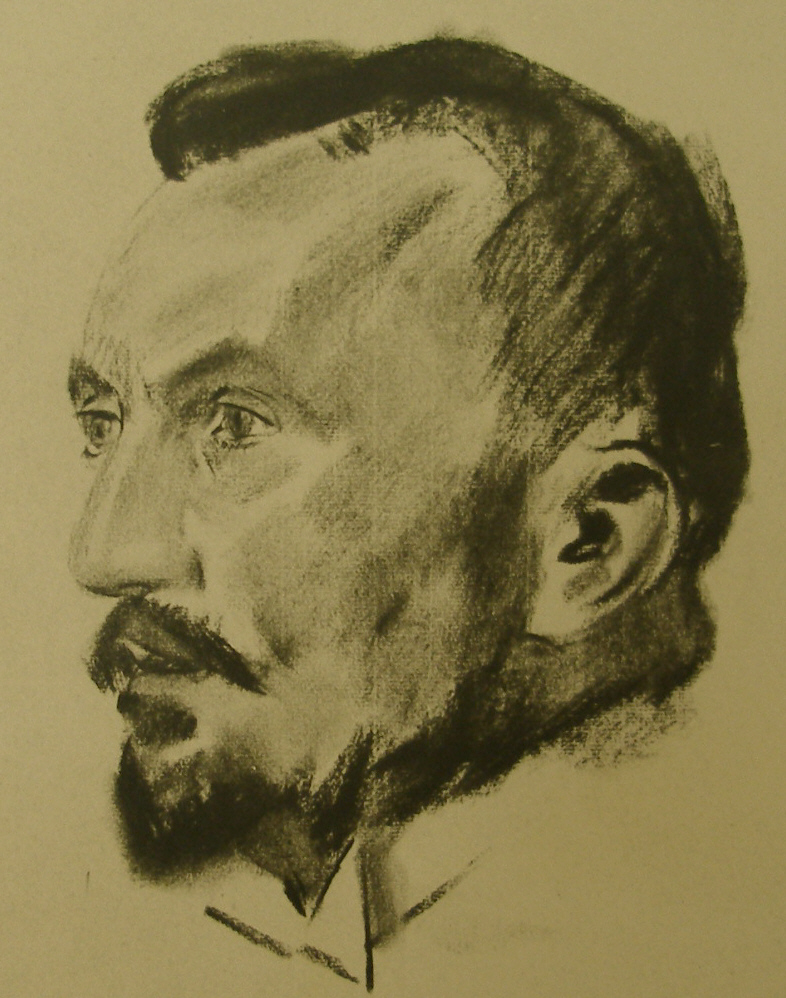
ラーテナウ像（1912/13年、ヘルマン・ブルテ画）

こうした実業家としての反面、彼は資本主義・物質主義万能の世の中に批判的な見解も持っており、文学によってそれを改善したいと考えていた。ジャーナリストのマクシミリアン・ハルデン（マックス・ハーデン）を支援してその週刊誌発行を助け、また同誌にたびたび寄稿した。最初の寄稿は1897年の「聞け、イスラエルよ」という論文で、近代のユダヤ人に対する異議申し立てだった。ラーテナウは、ユダヤ人は臆病で防衛的であるのに対してゲルマン人種は勇気と徳を持ち、北方の金髪のアーリア民は南を征服し文明を豊かにし、ドイツはゲルマンの血がよく保存されているために世界の中心になったとアーリア神話を信奉する立場から述べた。さらに彼は東洋の宗教（ユダヤ教）の定着にともなって近代産業文明の民主主義と資本主義のなかに恐怖と知性と術策の権力が定着したと考え、見えないゲットーの中に半ば自分からすすんで暮らしいるユダヤ人は悪行もすべて人のせいにしてしまうが、ユダヤ人は嘲笑されないように自己を訓練しなければならないと論じた。
友人である作家ゲアハルト・ハウプトマンを通じて作家のグループに加わり、「時事批判について」「精神の機構について」などの本を出版し、「精神の王国」と表現されるその理想主義的な世界観を表明した。ヴィルヘルム2世時代のショーヴィニズムに反対の立場だったラーテナウはリベラルな市民の政治参加を目指し、自らもドイツ帝国の外交政策、特に植民地政策に影響を及ぼそうとした。

### 政治家
第一次世界大戦が始まると、彼はドイツが戦争をするには経済的準備が不足していると主張し、産業界に国家の注意を向けさせるために1915年3月まで軍事省戦時原料局長をしていた。この活動はドイツの物資不足を防ぐためとも、公共の福祉を目指す効率的な統制経済を実現するためとも言われる。経済に関するそうした考えを1917年の著書「来るべきことについて」でも表明している。彼はその目的のため大蔵省次官就任を目指したが失敗に終わり、軍事省を去った。のち1918年の終戦までAEG社の軍需物資生産監督に集中し、また戦後の非軍需物資生産の計画を立てていた。一方で1916年には軍事省の会議に出席して、他の産業界代表と共にドイツ軍占領下にあるベルギーの市民を強制労働のためドイツに連行することを主張し、長年の友人だったマックス・ハーデンと喧嘩別れしている。
大戦が終了しヴァイマル共和国が成立すると、ラーテナウの政治への傾斜はさらに大きくなった。彼は経済専門家としてドイツ民主党（DDP）の共同設立者となり、「産業の社会化に関する委員会」の委員に就任。連合国との緊張緩和政策や交渉の手腕、そして国際的知名度が注目され、1921年5月にヨーゼフ・ヴィルト内閣に再建担当大臣として招聘された。大臣としてこの年10月にフランスとヘッセン州・ヴィースバーデンでヴィースバーデン協定を結び、賠償金の現物による支払いを定めた。直後に大臣を辞したが、ロンドンやカンヌで開催されたドイツ政府の外交交渉には参加している。
翌1922年1月、ジェノア会議にドイツ代表として参加するため第二次ヴィルト内閣に外務大臣として招聘された。周囲は就任は危険だと説得したが彼は承諾した。しかし、賠償金問題では成果を得られなかった。成立間もないソビエト連邦とラパッロ条約を4月に締結したが、これは共産主義に脅威を感じていた戦勝国側からもドイツ保守層からも怒りを買い、ドイツ民族防衛同盟（シュッツ・トゥルッツ・ブント）はラーテナウを一番の祖国の敵だとした。

### 暗殺

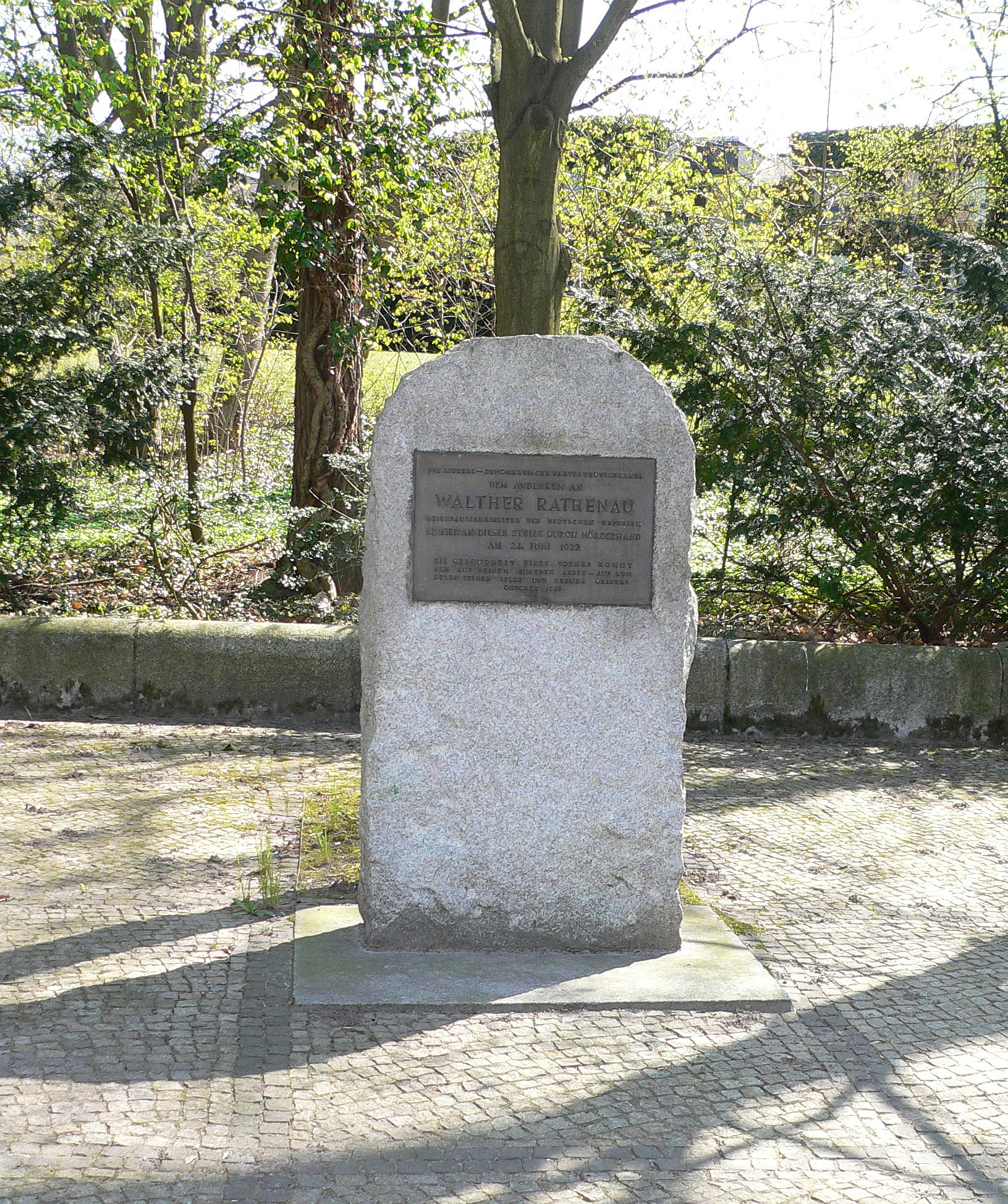
ラーテナウ遭難の地に立つ記念碑（ベルリン）

1922年6月24日、ベルリン近郊のグルーネヴァルトでオープンカーに乗っていたラーテナウは極右テロ組織コンスルに属するふたりの青年に頭部を狙撃されて、54歳で死亡した。犯人たちは翌月に逃亡先で警官隊と銃撃戦の末に銃殺された。狙撃犯を車で運んだ男は懲役15年、見張り役だったエルンスト・フォン・ザロモンは懲役5年の刑を受けた。また、ラーテナウ付運転手でコンスルの一員だったエルンスト・ヴェルナー・テーヒョフは懲役15年の刑を受けた。
暗殺に加担したエルンスト・フォン・ザロモンによれば、暗殺の首謀者エルヴィン・ケルンは「ラーテナウの血は永久に隔てられてあるべきものを、もはや和解不能なまでに隔てなければならない」と述べていた。

## 死後

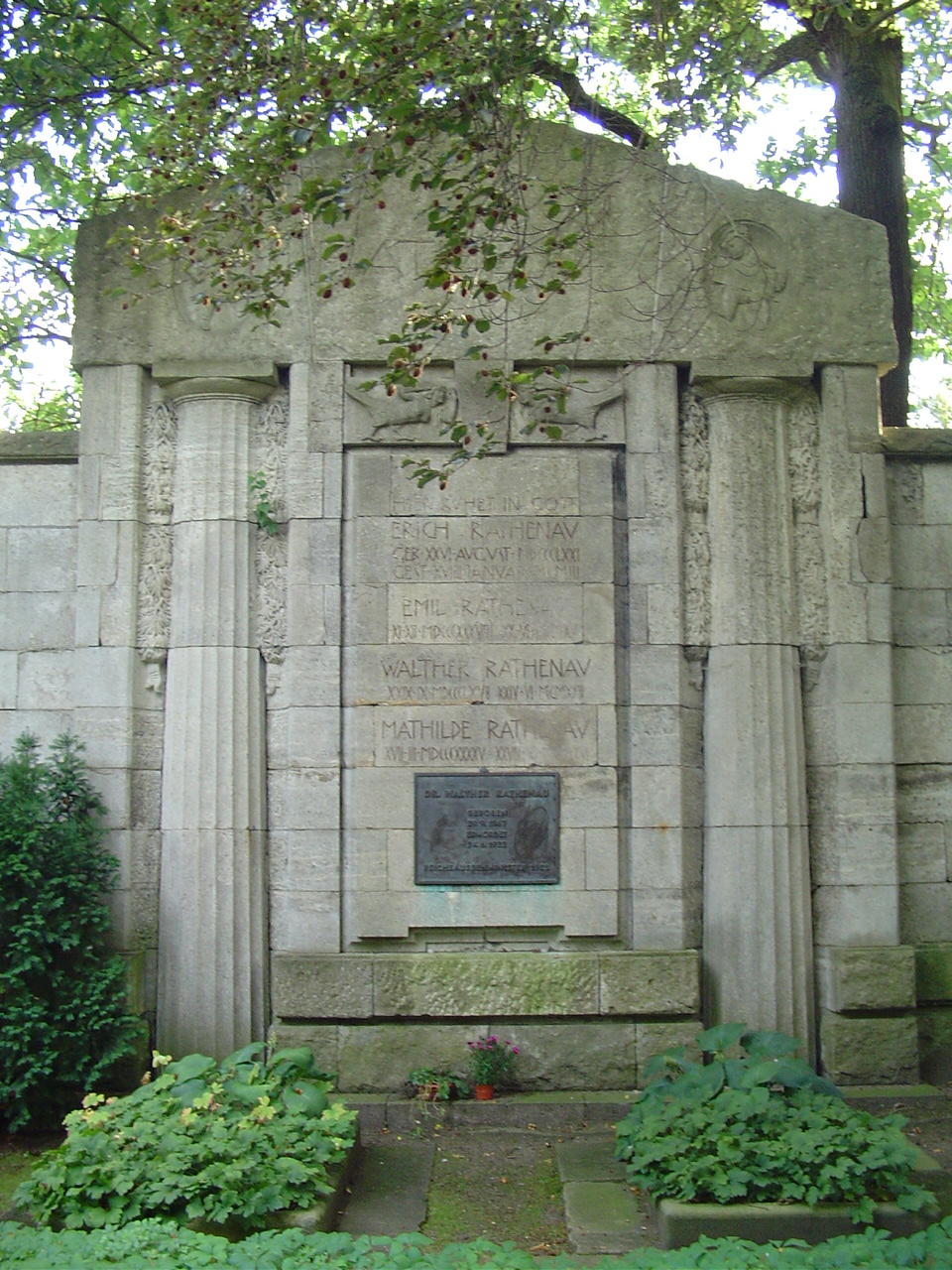
ラーテナウの墓

コンスルらは要人暗殺でヴァイマル共和政を揺るがすことを企んだが、却って共和政を護ろうという世論が高まり、のちに外相となりノーベル平和賞を受賞したグスタフ・シュトレーゼマンはラーテナウの外交政策を引き継いでいく。ヴィルト首相は国会での追悼演説で「敵は右側にいる!」と叫んだ。
暗殺翌日の大学でのラーテナウ追悼集会は反対デモで中止となり、1922年9月のライプツィヒ大学での集会で共和派ドイツ人は忠誠心を持たないと決議された。
この事件を受けて共和国防護法が制定されたが、この事件の実行犯のような右翼ではなく共産主義者など左翼を対象にした法律だった。
ラーテナウはベルリン郊外の一族の墓地に埋葬された。彼が蒐集した美術品の多くは戦利品としてソ連軍によって持ち去られ、現在ロシア政府とドイツ政府の間で返還交渉が行われている。
ナチスは政権掌握後にラーテナウの慰霊碑を破壊し、彼にちなんで命名された事象を改名して記憶を払拭する一方で、暗殺犯を顕彰した。第二次世界大戦後、その多くは元に戻されている。

## 評価
ドイツの現代史家で評論家のゼバスティアン・ハフナーは1939年に「ラーテナウは20世紀のドイツの歴史で五本の指に入る偉大な人物であるのに、その伝記はろくにない。彼は貴族的でありながら革命家であり、理想主義的でありながら実業家であり、ユダヤ人でありながらドイツ愛国者であり、愛国者でありながらリベラルな世界市民であり、リベラルな世界市民でありながら千年王国の信者であり法の守護者だった」と評している（この評論が発表されたのはハフナー死後の2000年）。

## 記念碑、遺物
第二次世界大戦終了後、ソ連軍占領下の1946年に、ベルリンのラーテナウが狙撃された場所にドイツ自由民主党（LDPD）により記念碑が建立された。現在もドイツ各地に彼の名を冠した広場や学校がある。
ブランデンブルク州フライエンヴァルデに彼が所有していた居館は現存し、彼についての展示が行われている。彼が所有した絵画の一部は現在フランクフルト・アム・マインのシュテーデル美術館に所蔵されている。